# Кастреле Трајане (Долж)
Кастреле Трајане (рум. Castrele Traiane) насеље је у Румунији у округу Долж у општини Пленица. Oпштина се налази на надморској висини од 157 m.

## Становништво
Према подацима из 2002. године у насељу је живело 1087 становника, од којих су сви румунске националности.